# Guadalupe de Binalabag
Guadalupe, también conocido como Binalabag,  es un barrio rural  del municipio filipino de primera categoría de Corón perteneciente a la provincia  de Paragua en Mimaro,  Región IV-B.

## Geografía
Este barrio  se encuentra en  la Isla Busuanga la más grande del Grupo Calamian, donde se encuentra su ayuntamiento. Situado a medio camino entre las islas de Mindoro (San José) y de Paragua (Puerto Princesa),  el Mar de la China Meridional a poniente y el mar de Joló a levante. Al sur de la isla están las otras dos islas principales del Grupo Calamian: Culión y  Corón, que da nombre al municipio.
Su término  linda al norte con el barrio de Decalachao; al sur con el mar de Dipulao  que separa isla Bunsuanga  de la isla de Baqued; al este con el  barrio VI de la Población; y al oeste con el barrio de Bintuán.
Su territorio abarca  las islas de Baqued, Danglit, Malpagalén (Lang-aw), así como los sitios de Guadalupe, de Deguihoy y de Dimana.

### Demografía
El barrio  de Guadalupe contaba  en mayo de 2010 con una población de 2.253  habitantes.